# Bacio impossibile
Bacio impossibile (The Elusive Kiss) è un cortometraggio muto del 1913  diretto da Leopold Wharton, prodotto dalla Pathé Frères e distribuito in sala il 25 gennaio 1913 dalla General Film Company. I due protagonisti erano Gwendolyn Pates e Charles Arling.

## Produzione
Il film fu prodotto dalla Pathé Frères.

## Distribuzione
Distribuito dalla General Film Company, il film uscì in sala il 25 gennaio 1913.